# Krężna
Krężna – wieś w Polsce położona w województwie łódzkim, w powiecie piotrkowskim, w gminie Wola Krzysztoporska.
| SIMC    | Nazwa     | Rodzaj    |
| ------- | --------- | --------- |
| 0555548 | Pastwisko | część wsi |

W latach 1975–1998 miejscowość administracyjnie należała do województwa piotrkowskiego.
Żołnierze niemieccy wkraczając do wsi zabijali napotkanych mieszkańców i palili zabudowania. Niemcy zamordowali 8 osób a wieś liczącą 80 zabudowań doszczętnie spalili.